# Greg Sestero
Gregory Sestero, né le 15 juillet 1978, est un acteur, mannequin, producteur et auteur américain.
Il est surtout connu pour son rôle en tant que Mark en 2003 dans The Room et pour son ouvrage de 2013 à propos de sa vie et de son expérience dans la fabrication de The Room, qui a ensuite été adapté au cinéma sous le même titre : The Disaster Artist.

## Biographie
Gregory Sestero est né à Walnut Creek, en Californie, d'une mère de descendance française et sicilienne, et d'un père Américain. Il a grandi à Danville, en Californie, où il a fait ses études à Monte Vista High School.
À l'âge de 12 ans, il écrit une suite du film de 1990, Maman, j'ai raté l'avion, avec un rôle de premier plan pour lui-même. Il soumet le scénario au studio Hughes Productions et reçoit une lettre avec un commentaire du réalisateur américain John Hughes, ce qui le convainc de se lancer dans une carrière d'acteur.
C'est lors d'un cours de théâtre qu'il fait la connaissance de Tommy Wiseau, avec qui il se lie d'amitié. Il emménage ensuite dans un appartement appartenant à ce dernier.
Dans le film The Room, Tommy Wiseau lui attribue dans un premier temps un simple rôle de producteur exécutif sans qu'il ne sache vraiment en quoi cela consiste. Il obtient le rôle de Mark dans ce film après que l'acteur jusque-là retenu pour le rôle s'est fait renvoyer.
En 2013, il écrit The Disaster Artist, un livre autobiographique relatant sa rencontre avec Tommy Wiseau, quelques repères biographiques de ce dernier ainsi que le déroulement du tournage de The Room.
En 2015, il joue dans le film parodique Dude Bro Party Massacre III, réalisé par celui qui fut un des premiers à avoir contribué au statut de culte de The Room.
Il assiste régulièrement, avec Tommy Wiseau, à des projections publiques de The Room en séance de minuit.

## Vie personnelle
Gregory Sestero vit dans le Sud de la Californie. Il parle couramment français.

## Filmographie

### Films
- 1997 : Bienvenue à Gattaca : Citoyen de Gattaca (non crédité)[4]
- 1998 : Docteur Patch : Jaime (non crédité)
- 1999 : Retro Puppet Master : Jeune Andre Toulon
- 1999 : EDtv : Roach (non crédité)
- 2003 : The Room : Mark (producteur exécutif)
- 2004 : Sans-abri en Amérique : Lui-même (documentaire, producteur exécutif)
- 2006 : Admis à tout prix : Frat Gars (non crédité)
- 2009 : La Présence extraterrestre : Ash
- 2009 : The Pit and the Pendulum : Petit ami d'Alicia
- 2015 : Dude Bro Party Massacre III : Derek
- 2017 : The Disaster Artist : Agent de casting (scènes supprimées)
- 2018 : Best F(r)iends : Jon Kortina (scénariste et producteur)
- 2020 : Cyst : Bill

### Séries télévisées
- 2000 : Des jours et des vies : Jules (1 épisode)
- 2006 : Maison de mode : Mannequin (2 épisodes)
- 2013 : La Bienheureuse Ignorance des hommes : Fr. Mark (pilote)
- 2020 : The Haunting of Bly Manor : Fiancé (2 épisodes)

#### Web
- 2011 : How Did This Get Made ? : Lui-même (épisode 23 : « The Room : Directeur d'édition »)[5]
- 2013 : The Nostalgia Critic : Mark (épisode : « Dawn of the Commercials »)
- 2014 : Shut Up and Talk : Lui-même (talk-show)
- 2019 : Schmoyoho : Mark (« if The Room was a Marvel movie »)